# Христо Ботев (булевард в София)
„Христо Ботев“ е основен централен булевард в София. Наречен е на българския поет, революционер и национален герой Христо Ботев. Старото му име е бул. „Фердинанд“ в годините преди комунистическия режим .
Булевардът започва от Петте кьошета (където с него се кръстосват булевардите „Патриарх Евтимий“, „Ген. Михаил Д. Скобелев“ и „Прага“). После „Христо Ботев“ преминава през площад „Македония“, пресича булевардите „Александър Стамболийски“, „Тодор Александров“ и „Сливница“ и достига до бул. „Княгиня Мария-Луиза“ при Централна гара София, преминавайки през районите Възраждане, Красно село, Сердика, Триадица и квартал Банишора.
По „Христо Ботев“ се движат няколко трамвайни линии на градския транспорт, обслужващи пътникопотока по булеварда.

## Обекти
Източна страна (четна номерация):
- Дом с паметна плоча на Димитър Подвързачов – № 10;
- Паметна плоча на Йосиф Петров – № 34;
- Каназиревата къща  – № 52, построена 1912 г., паметник на културата
- Конфедерация на независимите синдикати в България (КНСБ) – до площад „Македония“;
- Втора многопрофилна болница за активно лечение – № 120;

Западна страна (нечетна номерация):
- Паметна плоча на Никола Генев – № 1Б
- Агенция „Пътна инфраструктура“ – на ъгъла на бул. „Христо Ботев“ и бул. „Македония“
- Дирекция за национален строителен контрол (ДНСК) – № 47;
- Паметни плочи на Антон Кръстев и Петър Дървингов – № 53;
- Министерство на земеделието и храните – № 55;
- 32-ро средно общообразователно училище „Св. Климент Охридски“ – № 63;
- Дюлгерско здание (по проект на арх. Наум Торбов) с паметна плоча на Уста Колю Фичето – № 71;
- 46-о основно училище „Константин Фотинов“ – № 109.

В близост до Централна гара София, на изток от булеварда, зад градина „Алжир“, на ул. „Братя Миладинови“ № 112 се намира Националният център по трансфузионна хематология.
- Плоча на Димитър Подвързачов
- Плоча на Уста Колю Фичето
- Плоча на Йосиф Петров
- Плоча на Никола Генев
- Плоча на Антон Кръстев
- Плоча на Петър Дървингов
- 32-ро СОУ „Св. Климент Охридски“
- 46-то ОУ „Константин Фотинов“